# Queensbury and Shelf

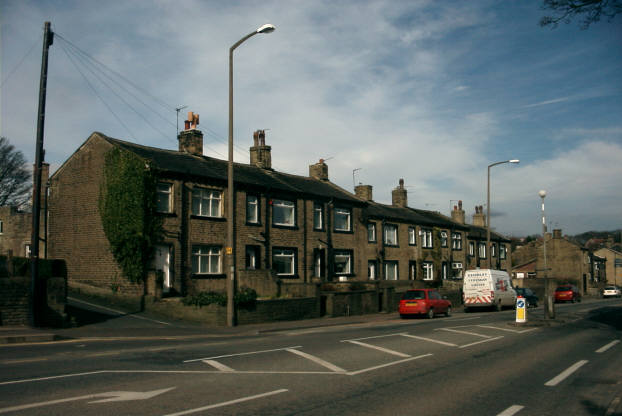
Shelf

Queensbury and Shelf var en civil parish från 1937 till 1974, i grevskapet West Riding of Yorkshire (nu West Yorkshire), i England. Denna civil parish var belägen 6 km från Bradford och hade 9 306 invånare år 1961. Queensbury and Shelf var ett distrikt från 1937 till 1974 då den blev en del av Bradford och Calderdale.